# Silverkrage

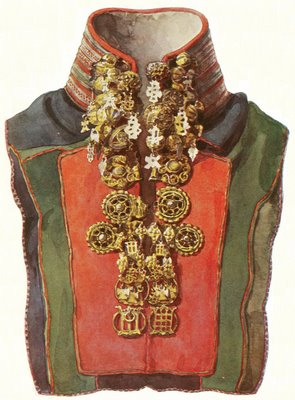
Silverkrage

Silverkrage, är en krage i silver som används av till exempel samiska kvinnor vid högtidliga tillfällen.

## Användning av silverkrage hos samer
Silverkragen används på lulesamiskt, pitesamiskt, umesamiskt och sydsamiskt område. Silverkragar förekommer även längre norrut i exempelvis nordliga delar av Norge, där ett antal nytillverkade finns. Förekomsten av äldre silverkragar är dock mindre i Nordnorge och Torne lappmark. Det beror dock inte på att den inte förekommit där utan att den gått ur bruk tidigare än i exempelvis Pite lappmark, och att hela äldre silverkragar med fastsydda smycken är svåra att finna. Silverkragen är ett slags barmkläde och bärs innanför den V-formigt uppskurna kolten. Silverkragen har en ståndkrage vilken oftast är broderad med tenntråd. En mängd silversmycken är fastsydda på silverkragen. De är ofta förgyllda. Smyckena är fastsydda på silverkragen, på var sida om halsöppningen. De sitter vanligen parvis eller symmetriskt med lika stort antal på varje sida. Tidigare syddes smyckena fast med sentråd. Smyckena som ses på en silverkrage är hängknappar, maljor och spännen. Även beslag till bältet kan användas till en silverkrage.

### Ståndkragen på en silverkrage
Ståndkragen sys oftast av 2-3 lager ylletyg. Carl von Linné har beskrivit den samiska ståndkragen på följande vis: "Kragen var hög, 2 finger bredd, stickad med tenntråd, mässingsmaljor sutto omkring den nedre delen." Färgerna funna på utsidan av ståndkragen är grönt och rött, rött och blått eller rött,  blått och grönt. Ståndkragens höjd kan variera mellan 6 och 9 centimeter. På ömse sidor om kragöppningen sitter smycken, där hängknappar är vanligast med också maljor förekommer.

### Smycken på en silverkrage
Hängknappen är en knapp i silver försedd med ett eller flera hängen. Hängknapparna har ingen ihopknäppande uppgift och fästs oftast på ståndkragen. Hängknappar ansågs moderna i Norden och Nordvästeuropa under 1300-talet och har troligen stannat kvar i det samiska dräktskicket sedan den tiden. Det är tänkbart att hängknapparna varit ett verksamt medel mot ont och sjukdomar, så som Digerdöden. I den samiska kulturen fästs hängknapparna i närheten av ansiktet, på ståndkragen.  Maljan är den smyckesform som det oftast finns flest av på silverkragen. De kunde användas för att snöra ihop exempelvis ett barmkläde med men finns också som prydnadsmaljor. Maljorna är ofta prydda med hängande löv eller bokstavsmonogramet "m" för Jungfru Maria. Bältesbeslag är ett beslag i silver bestående av två delar och kan också användas på en silverkrage.

### En investering
Ett införskaffande av en silverkrage representerade större summor, vilket man förstår av Petrus Laestadius yttrande:"En väl utstyrd silverkrage kostar betydligt. För ett par större knappar betalas en renoxe, stundom även en mindre ren därtill. Följaktligen kan en sådan krage kosta ända till 15 à 20 renar. Dock kommer här allt an på antalet och storleken på prydnaderna". 
Silver hade för samerna olika betydelser, en funktion var investering och betalningsmedel. Metallvikten var därmed viktig och den angavs i lod. Silver gav också ett magiskt skydd mot ont och att bära en silverkrage vid högtidliga tillfällen var ett sätt att visa sin rikedom och status.   
Under mitten av 1800-talet blomstrade den laestadianska väckelsen i norra Sverige, Norge och Finland. Laestadianismen förespråkade en livsföring utan för mycket prakt, att smycka sig med silver kändes fel. Silvret började därför användas på ett nytt sätt. Silverkragen blev exempelvis mindre vanlig. Många samer fick sitt silver nedsmält, speciellt i lulesamiskt område. Under 1900-talet förlorade silver sitt värde som kapitalplacering, seder och bruk och penningekonomin förändrades bland samerna. Under de sista årtiondena har silverkragen dock återuppstått och kan användas vid lulesamiska bröllop.

## Definition av samiskt silver
Gemensamt för allt silver som kallas samiskt silver är att det är beställt av samer och tillverkat av guldsmeder från städer, det var så det gick till förr, idag finns det samiska silversmeder.